# Dirck-Ingvard Bonnek
Dirck-Ingvard Bonnek (20. august 1909 i Ramstrup – 20. august 1943 ved Gurinowka) var kaptajnløjtnant i den danske flåde. Han trådte i tysk tjeneste.
Den 18. januar 1941 meldte han sig ind i Danmarks Nationalsocialistiske Arbejderparti (DNSAP). Samme sommer meldte han sig til tjeneste i Frikorps Danmark og blev den 18. august 1941 udnævnt til Hauptsturmführer. Han blev i foråret 1942 sendt på SS-Junkerschule i Bad Tölz for at gennemgå den tyske SS-officersuddannelse.
Han vendte tilbage til Frikorps Danmark i maj 1942. Han fulgte med Frikorps Danmarks træn (køkken, værksted m.v.) til fronten, hvor han ankom den 12. juni 1942. Her blev han indsat som chef for Frikorpsets 2. kompagni til Frikorpsets store orlov i Danmark i september 1942.
Han fulgte ikke med Frikorpset til fronten. Mod sin vilje blev han i Danmark, hvor han den 15. oktober 1942 blev den første chef for SS-skolen på Høveltegård. Det var han til januar 1943, hvor Germanische Leitstelle lukkede skolen. Den 12. september 1942 blev Dirck-Ingvard Bonnek chef for DNSAP's stormtropper, SA. I maj 1943 rejste han til Berlin og måtte opgive sine poster i Danmark. Herefter kom han til fronten som medlem af staben i 1. bataljon i SS-Panzergrenadier-Regiment "Westland" i 5. SS-Panzer-Division "Wiking".
Bonnek faldt den 20. august 1943 under kampene ved Gurinowka.